# Terry Harryman
Terry Harryman (26 september 1938) is een Brits voormalig rallynavigator.

## Carrière
Terry Harryman profileerde zich in de jaren zeventig als navigator in de rallysport. Eind jaren zeventig kwam hij naast Malcolm Wilson te zitten, om vervolgens in 1982 David Richards op te volgen als navigator van de op dat moment regerend wereldkampioen Ari Vatanen. Hun eerste volledige seizoen in het Wereldkampioenschap rally was in 1983 met Opel, waarmee ze dat jaar de Safari Rally wonnen. Voor het seizoen 1984 maakten ze de overstap naar Peugeot, die aan kwamen zetten met de uiterst innovatieve Peugeot 205 Turbo 16. Dat jaar wonnen Vatanen en Harryman de WK-rally's in Finland, San Remo en Groot-Brittannië. Ze trokken deze lijn voort in 1985, toen ze openingsronde in Monte Carlo en de rally van Zweden op hun naam schreven. Deze sterke start werd echter vervolgd met een mindere reeks, met alleen een tweede plaats in Nieuw-Zeeland nog als resultaat. In Argentinië verongelukte Vatanen hevig, en raakte daarin zwaargewond. Harryman bleef relatief ongedeerd in ongeval. Ondanks de absentie van Vatanen, bleef Harryman actief bij Peugeot, en navigeerde in een aantal WK-rally's nog voor Kalle Grundel en Michèle Mouton. Tijdens de rally van Finland in 1987 keerde Harryman eenmalig terug naast Vatanen, en het duo eindigde de rally als tweede met een Ford Sierra RS Cosworth.
Harryman bleef in het restant van de jaren tachtig en ook de jaren negentig sporadisch actief als navigator, onder meer in het WK.